# 国際関係学研究科
国際関係学研究科（こくさいかんけいがくけんきゅうか）とは、大学院において国際関係に関する社会科学を教育・研究する研究科である。

## 概要
政治学・法律学・社会学・経済学など、国際関係に関する社会科学を教育・研究する研究科である。
主に国際政治学を中心に、国際法・国際社会学・国際経済学・文化人類学・開発学・平和学・安全保障学・軍事学・地政学・公共政策学などによって国際関係を捉えようとする国際関係学の研究を目的としている。
日本においては、一般的に国際関係学は大学院レベルでは法学研究科あるいは政治学研究科で研究されることが多く、まだ国際関係学研究科を設置している大学院は数少ない。
得られる学位は、一般的に「修士（国際関係学）」「博士（国際関係学）」であるが、「修士(国際学)」などの場合もある。

## 設置大学院

### 公立大学
- 静岡県立大学大学院国際関係学研究科

### 私立大学
- 東京国際大学大学院国際関係学研究科
- 国際大学大学院国際関係学研究科
- 津田塾大学大学院国際関係学研究科

### その他類似研究科

#### 国公立
- 政策研究大学院大学政策研究科
- 筑波大学大学院人文社会科学研究科
- 神戸大学大学院国際協力研究科
- 東京大学大学院新領域創成科学研究科国際協力学専攻
- 宇都宮大学大学院国際学研究科
- 大阪大学大学院国際公共政策研究科
- 名古屋大学大学院国際開発研究科
- 広島大学大学院国際協力研究科
- 東京外国語大学大学院総合国際学研究科
- 一橋大学国際・公共政策大学院
- 金沢大学大学院 人間社会環境研究科

#### 私立
- 桜美林大学大学院国際学研究科
- 国際基督教大学大学院アーツ・サイエンス研究科
- 青山学院大学大学院国際政治経済学研究科
- 日本大学大学院国際関係研究科
- 立命館大学大学院国際関係研究科
- 早稲田大学大学院アジア太平洋研究科国際関係学専攻
- 上智大学大学院グローバルスタディーズ研究科国際関係論専攻
- 亜細亜大学大学院アジア・国際経営戦略研究科
- 大東文化大学大学院アジア地域研究科
- 中部大学大学院国際人間学研究科
- 文教大学大学院国際協力学研究科
- 鈴鹿国際大学大学院国際学研究科

#### その他
- 防衛大学校総合安全保障研究科